# 沖縄県道249号東風平豊見城線
沖縄県道249号東風平豊見城線（おきなわけんどう249ごう こちんだとみぐすくせん）は沖縄県島尻郡八重瀬町友寄と豊見城市豊崎とを結ぶ一般県道。

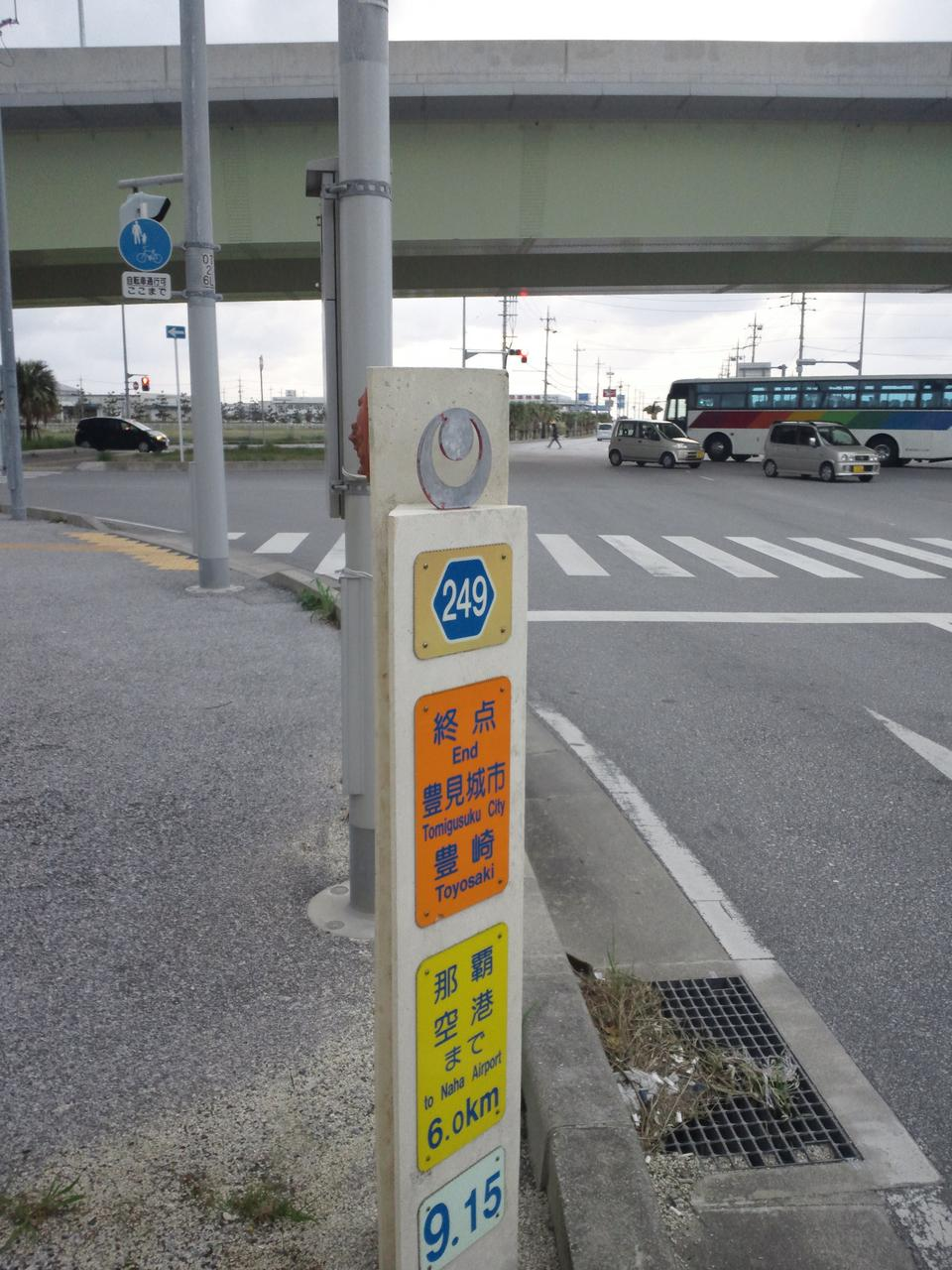
県道249号線終点

## 概要

### 区間
- 起点：島尻郡八重瀬町字友寄[1]（国道507号）
- 終点：豊見城市字豊崎[2]（国道331号（豊見城道路））
- 総延長：9.16km
- 現在供用されている実延長：1.34km（2020年）

### 通過自治体
- 島尻郡八重瀬町 - 豊見城市

### 交差する道路
- 国道507号（起点）
- 沖縄県道82号那覇糸満線（八重瀬町宜次、バイパス・旧道ともに）
- 那覇空港自動車道（国道506号）豊見城東道路（豊見城市饒波・上田、いずれも通過のみ）
- 沖縄県道11号線（豊見城市高安 - 上田交差点）
- 沖縄県道256号豊見城糸満線（豊見城市上田 - 宜保（旧県道68号線）・渡橋名（旧国道331号））
- 国道331号（沖縄西海岸道路豊見城道路）（終点）

### 重複路線
- 沖縄県道11号線（豊見城市高安 - 上田交差点）
- 沖縄県道256号豊見城糸満線（豊見城市上田交差点 - 宜保）

### 主要施設
- 沖縄アウトレットモール・あしびなー（豊見城市豊崎）

### 路線バス
- 27番・屋慶名線（沖縄バス）豊見城市翁長北 - 豊崎（沖縄バス豊見城営業所発着便のみ）
- 32番・コンベンションセンター線（沖縄バス）豊見城市翁長北 - 豊崎（沖縄バス豊見城営業所発着便のみ）
- 39番・南城線（沖縄バス）豊見城市翁長北 - 豊崎（沖縄バス豊見城営業所発着便のみ）
- 43番・北谷線（沖縄バス）豊見城市翁長北 - 豊崎（沖縄バス豊見城営業所発着便のみ）
- 45番・与根線（那覇バス） 豊見城市上田 - 渡橋名
- 55番・牧港線（琉球バス交通） 豊見城市翁長北 - 豊崎
- 56番・浦添線（琉球バス交通） 豊見城市翁長北 - 豊崎
- 87番・赤嶺てだこ線（沖縄バス）豊見城市翁長北 - 豊崎
- 88番・宜野湾線（琉球バス交通） 豊見城市翁長北 - 豊崎
- 98番・琉大（バイパス）線（琉球バス交通） 豊見城市翁長北 - 豊崎
- 105番・豊見城市内一周線（琉球バス交通） 豊見城市饒波・宜保の各一部区間・渡橋名 - 豊崎
- 256番・浦添てだこ線（琉球バス交通） 豊見城市翁長北 - 豊崎

## 歴史・特徴
- 1996年（平成8年）、東風平町（現八重瀬町）友寄 - 豊見城村（現豊見城市）高安と同村上田の村役所（※）前交点 - 渡橋名の町村道が昇格・指定される。すでに国道331号バイパスと豊見城地先埋立地（豊崎）が計画されていたため、国道331号から埋立地に向かう道路を新設として建設することになった。
- 東風平方面から豊見城方面に向かう道路は少なく、起点 - 豊見城市高安の区間は道路状況が悪くカーブも多く、道幅も狭いのがほとんどで、中には車のすれ違いができないところもあり、まさに"険道"と呼ばれてもおかしくない区間である。また豊見城市上田の旧村役所（※）前交点 - 渡橋名の区間は道路状況は比較的良いが交通量が多く、当初現道を拡幅する予定だったが沿線には民家や集合住宅があり用地買収が困難なため、新たに道路を新設することになった。

※豊見城市は村時代、役所のことを村役場ではなく「村役所」とよんでいた。沖縄県では本土復帰前まで、町村も市と同様役場ではなく、"町（村）役所"と呼んでいたが、1972年（昭和47年）の本土復帰とともに他府県同様"町（村）役場"に名称変更した。しかし豊見城村だけは市に昇格する2002年（平成14年）3月まで変更せずにそのまま村役所だった。
- 豊見城市豊崎（埋立地）に向かう道路は2002年（平成14年）にアウトレットモール・あしびなーのオープンにあわせて一部開通、そして2004年（平成16年）に国道331号交点まで全線開通した。終点となる国道331号豊見城道路も2006年（平成18年）春には那覇・那覇空港方面が、2007年（平成19年）には糸満方面がそれぞれ暫定2車線で開通した。
- 2013年10月時点で、八重瀬町字友寄の起点から豊見城市翁長（北）交差点[3]の区間は県道標識がない。しかしその区間も県道249号線として、昭文社の発行の地図やオープンストリートマップに記載されている。[4]また、Web上の地図でもGoogleマップ、Yahooマップなどは翁長（北）交差点から終点までしか県道を載せていないが、昭文社がデータ提供をしているNAVITIMEの地図は、起点から終点まで県道記載がある。